# Lijst van beelden in Meppel
Dit is een chronologische lijst van beelden in Meppel. Onder een beeld wordt hier verstaan elk driedimensionaal kunstwerk in de openbare ruimte van de Nederlandse gemeente Meppel, waarbij beeld wordt gebruikt als verzamelbegrip voor sculpturen, standbeelden, installaties, gedenktekens en overige beeldhouwwerken.
| Geplaatst         | Omschrijving                                        | Kunstenaar                      | Straat                            | Plaats                 | Materiaal                   | Afbeelding |
| ----------------- | --------------------------------------------------- | ------------------------------- | --------------------------------- | ---------------------- | --------------------------- | ---------- |
| 1897/1989         | Vrouwe Fontana                                      | M. Otten & P. Janzen            | Stationsweg                       | Meppel                 | Brons                       |            |
| 1938              | Harm Smeenge                                        | S. de Clerq                     | Wilhelminapark                    | Meppel                 | steen en koper              |            |
| 1949              | Verzetsmonument                                     | Titus Leeser                    | Wilhelminapark                    | Meppel                 |                             |            |
| 1967              | Staphorster vrouw                                   | Theo van der Nahmer             | Hoek Stoombootkade/Bleekerseiland | Meppel                 |                             |            |
| 1968              | De waakzamen                                        | Jaap van der Meij               | Randweg                           | Meppel                 |                             |            |
| 1968 (aangekocht) | Jakob en de Engel                                   | Nico Onkenhout                  | Slotplantsoen                     | Meppel                 |                             |            |
| 1971              | Meppeler Muggen                                     | Aart van den IJssel             | Kleine kerkstraat                 | Meppel                 |                             |            |
| 1977              | De Zaaier                                           | Onno de Ruijter                 | Dorpsstraat                       | Nijeveen               |                             |            |
| 1986              | Dynamisch Meppel                                    | Paul Hulskamp                   | Sluisgracht                       | Meppel                 | roestvast staal             |            |
| 1987              | Grande Allegoria                                    | Mario Negri                     | Wilhelminapark                    | Meppel                 | Brons                       |            |
| 1989              | Boer met melkbussen                                 | Bert Kiewiet                    | Burg. Haitsmalaan                 | Nijeveen               | brons                       |            |
| 1990              | Verbogen Fietswiel                                  | Egidius Knops                   | Prinsenplein/Hoek Gasgracht       | Meppel                 | metalen                     |            |
| 1991              | moeder en dochter                                   | Marijke Ravenswaaij-Deege       | Dorpsstraat                       | Nijeveen               | brons                       |            |
| 1991              | Boekeningang. Is verwijderd bij verbouw bibliotheek | Gurbe van der Schaaf            | Gemeentewerf Meppel               | Meppel                 | staal                       |            |
| 1991              | Groene Glazen Vazen                                 | Gerlof Hamersma                 | Wilhelminapark                    | Meppel                 | glas                        |            |
| 1992              | Groei                                               | Onno de Ruijter                 | Eekhorsterweg                     | Meppel                 | koperplaat gelast met koper |            |
| 1994              | De Narcis                                           | Onno de Ruijter                 | Wilhelminapark                    | Meppel                 | koper                       |            |
| 1998              | Familie Stehman                                     | Onno de Ruijter                 | Stationsweg                       | Meppel                 |                             |            |
| 2001              | Meteoor                                             | Jan de Baat                     | Burgemeester Knopperslaan         | Meppel                 |                             |            |
| 2002              | Thontie                                             | Groenewoud/Buij                 | bij Diaconessenhuis               | Meppel                 |                             |            |
| 2003              | De Tegenslag                                        | Oswald Wenckebach               | Kerkplein                         | Meppel                 | brons                       |            |
| 2004              | De Stadsomroeper                                    | Jan Krikke                      | Wheem, de                         | Meppel                 |                             |            |
| 2009              | Stadswandeling                                      | Charles Henri                   | Gasgracht                         | Meppel                 | brons                       |            |
| 1965 (aangekocht) | In afwachting                                       | Oswald Wenckebach               | Prins Bernhardsingel              | Meppel                 | brons                       |            |
| 2011              | Harlekijn                                           | Henni Wouda                     | Zuideinde                         | Meppel                 |                             |            |
| 2014              | Het baken van Ezinge                                | Hil Driessen en Toon van Deijne | Ezingerweg                        | Meppel                 | glas                        |            |
| ca 1930           | Jeugd                                               | Oswald Wenckebach               | Beeldentuin De Havixhorst         | De Schiphorst (Meppel) | steen                       |            |
| onbekend          | onbekend                                            | onbekend                        | Sluisgracht                       | Meppel                 |                             |            |
| 1989              | Samenstromen Wold AA en Oude Vaart                  | Johannes van Laer               | De Vissersingel 1                 | Meppel                 |                             |            |